# Republicans de Centre
Republicans de Centre (Républicains du centre) fou un grup parlamentari de caràcter autonomista alsacià, creat el 1932 a iniciativa de Joseph Rossé i Michel Walter, diputats de la UPR de Colmar i Mulhouse. De caràcter conservador i democristià, només agrupà sis diputats d'Alsàcia i Lorena. El 1936 els membres del grup es va integrar en un nou grup, anomenat Independents d'Acció Popular.